# 임효라
임효라(1995년 1월 16일 ~ )은 대한민국의 MC이다.

## 학력
- 전북과학대학교 방송연예미디어학과 졸업

## 경력
- 그룹 '레이디티' 멤버
- 전주방송 라디오 DJ 오디션 동상
- 모든날 모든 순간 현 DJ

## 음반
- 2017년 미스코리아